# Two of Us
〈Two of Us〉는 폴 매카트니(레논-매카트니)가 쓴 1969년 비틀즈의 노래이다. 이 노래는 1969년 1월 31일에 녹음되었다. 이 곡의 제목은 1976년 매카트니와 레논의 재회의 허구적인 버전을 묘사한 영화 《투 오브 어스》에 사용되었다.
〈Two of Us〉는 원래는 1970년 음반 《Let It Be》의 오프닝 트랙으로 발매되었고 이 녹음의 리믹스는 나중에 2003년 음반 《Let It Be... Naked》에 포함되었다. 1969년 1월 24일에 녹음된 이 곡의 외형은 1996년 음반 《Anthology 3》에 발매되었다.

## 참여 인원
- 폴 매카트니 – 리드 보컬, 리드 어쿠스틱 기타 (Martin D-28)
- 존 레논 – 공동 리드 보컬, 휘파람, 리듬 어쿠스틱 기타 (Gibson J-160E)[5]
- 조지 해리슨 – 일렉트릭 기타 베이스라인 (Fender Telecaster)
- 링고 스타 – 드럼